# Ванышево
Ванышево (баш. Ваныш) — деревня в Калтасинском районе Республики Башкортостан Российской Федерации. Входит в состав Краснохолмского сельсовета. 

## География

### Географическое положение
Расстояние до:
- районного центра (Калтасы): 18 км,
- центра сельсовета (Красный Холм): 8 км,
- ближайшей ж/д станции (Янаул): 43 км.

## Население
| 2002 | 2009 | 2010 |
| ---- | ---- | ---- |
| 50   | ↘41  | ↘37  |

Национальный состав
Согласно переписи 2002 года, преобладающие национальности — татары (100 %).